# Шуйдін Михайло Іванович
Михайло Іванович Шуйдін (рос. Михаил Иванович Шуйдин; 27 вересня 1922 — 24 серпня 1983) — радянський клоун, акробат-ексцентрик. Народний артист РРФСР (1980). Довгі роки (з 1950) працював на манежі в парі з Юрієм Нікуліним. Учасник Німецько-радянської війни.

## Біографія

### Ранні роки
Народився 27 вересня 1922 року в селі Козача (нині — Щёкінского району Тульської області) в родині пастуха. Рано втратив батька, матір Єлизавета Григорівна — працівниця. У шкільні роки відвідував заняття в Будинку художнього виховання, де навчився грі на ударних інструментах і азам акробатики.

### Німецько-радянська війна
З початком Німецько-радянської війни спрямований на Подільський 187-й завод як слюсар-лекальника. У травні 1942 рік призваний до Червоної армії. З 6 травня 1942 року - курсант 1-го Горьковського танкового училища. Після закінчення училища з відзнакою в званні лейтенанта направлений в 35-у гвардійську танкову бригаду (гвардії полковник Азі Асланов) 3-го гвардійського Сталінградського механізованого корпусу. Брав участь в операції «Кільце» по оточенню 6-ї армії Паулюса, потім в боях за Ростов-на-Дону і Матвєєв Курган, в яких корпус зазнав великих втрат. Навесні 1943 року корпус був виведений в тил на відпочинок і поповнення.